# Maison de Stevan Sinđelić à Grabovac
La maison de Stevan Sinđelić à Grabovac (en serbe cyrillique : Кућа Стевана Синђелића у Грабовцу ; en serbe latin : Kuća Stevana Sinđelića u Grabovcu) se trouve à Grabovac, dans la municipalité de Svilajnac et dans le district de Pomoravlje, en Serbie. Elle est inscrite sur la liste des monuments culturels de grande importance de la république de Serbie (identifiant no SK 146).

## Présentation

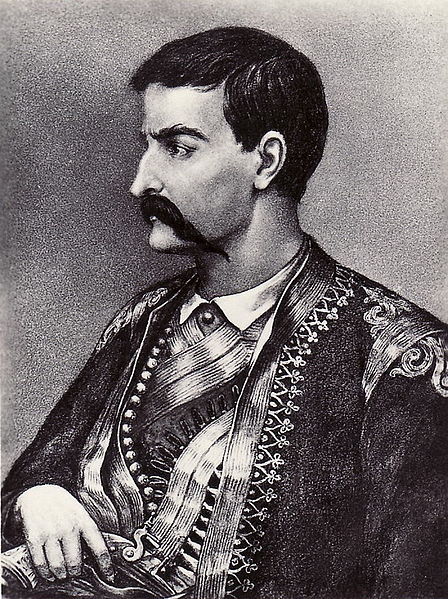
Stevan Sinđelić.

La maison, située sur le parvis de l'église, est associée au souvenir du voïvode de la Resava Stevan Sinđelić, un des héros du premier soulèvement serbe contre les Ottomans. Nommé voïvode après la bataille d'Ivankovac, il s'est battu à Deligrad et à Kamenica. Lors de la bataille du mont Čegar, réfugié avec des soldats dans une tranchée et comprenant que la défaite était inévitable, il a sacrifié sa vie pour sauver le plus grand nombre possible de ses hommes ; il est ainsi devenu le symbole du patriotisme.

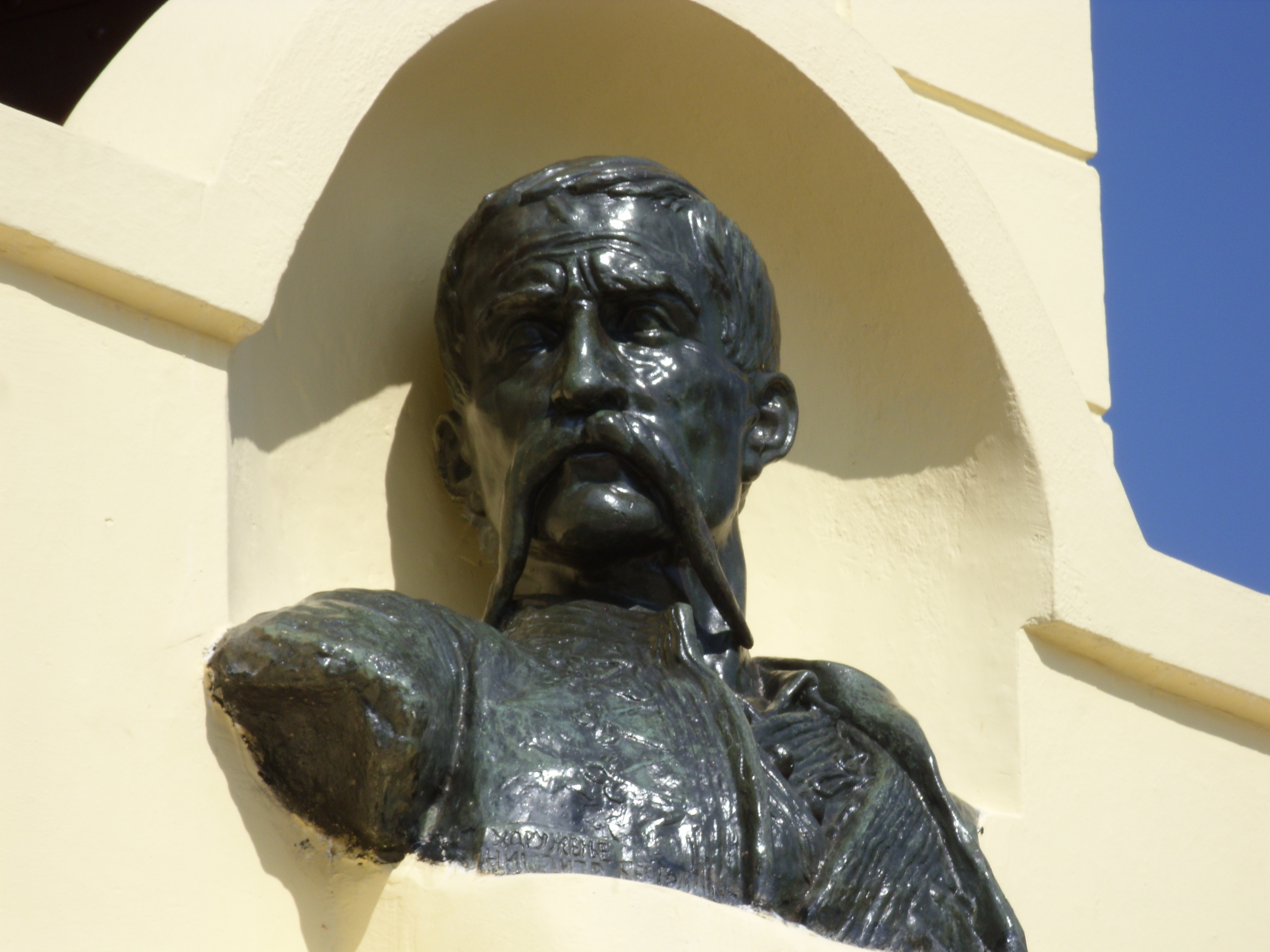
Buste de Stevan Sinđelić au Mémorial du mont Čegar.

La maison de Stevan Sinđelić a été construite selon le système des colombages et elle est couverte d'un toit à quatre pans en tuiles. Elle est constituée de trois parties : la « maison » proprement dite (en serbe : kuća) et deux pièces ; au milieu de la « maison » se trouve un foyer ouvert. Le bâtiment est doté d'un porche-galerie soutenu par trois piliers en chêne et ceinturé par une clôture de planches profilées ; sous le porche, une entrée permet d'accéder à la cave. La maison est ainsi caractéristique des constructions de type « moravien » tel qu'il s'est développé dans les bourgs des régions de Pomoravlje et de Podunavlje (partiellement) entre 1825 et 1875.
En 1975, le bâtiment a été transformé en espace d'exposition consacré au Premier soulèvement serbe avec du mobilier de cette époque, ce qui lui donne également une valeur ethnographique.

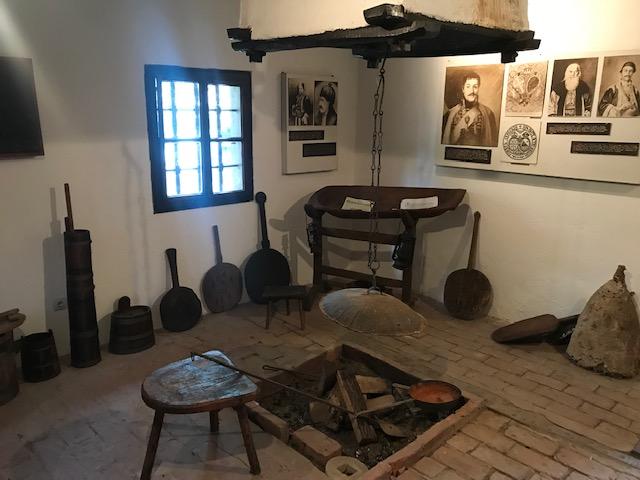
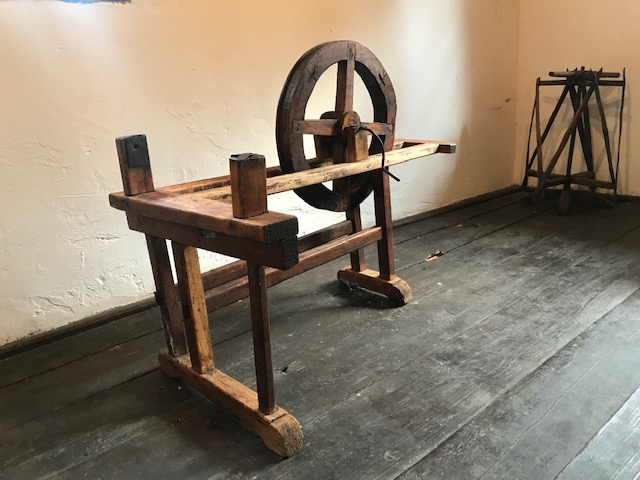
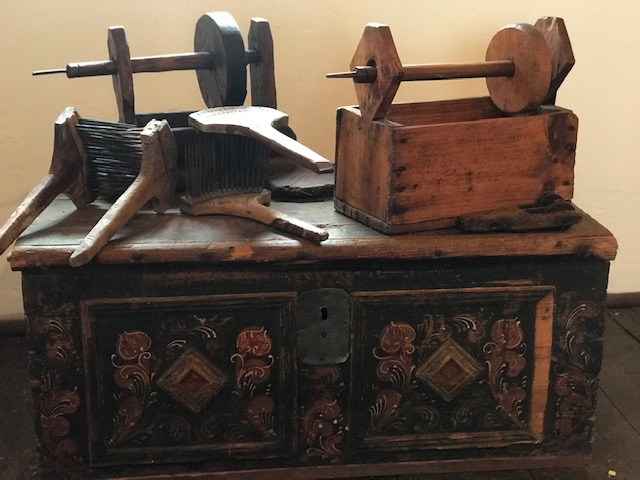
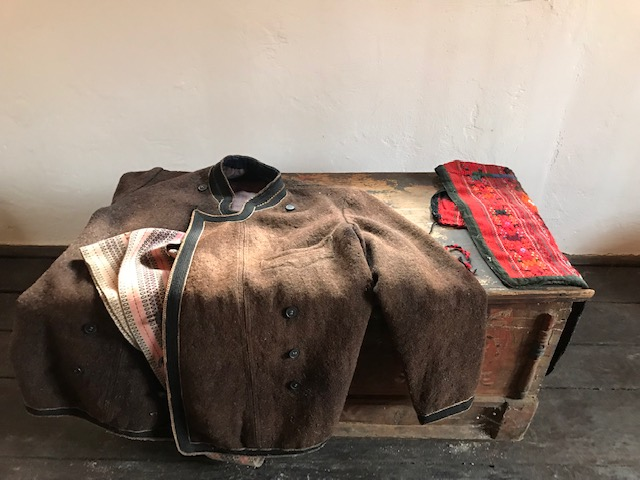